# Schaatsen op de Olympische Winterspelen 2006

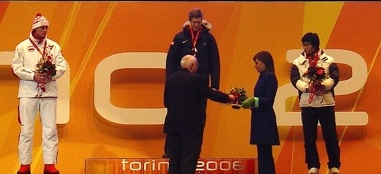
het podium van de 500m

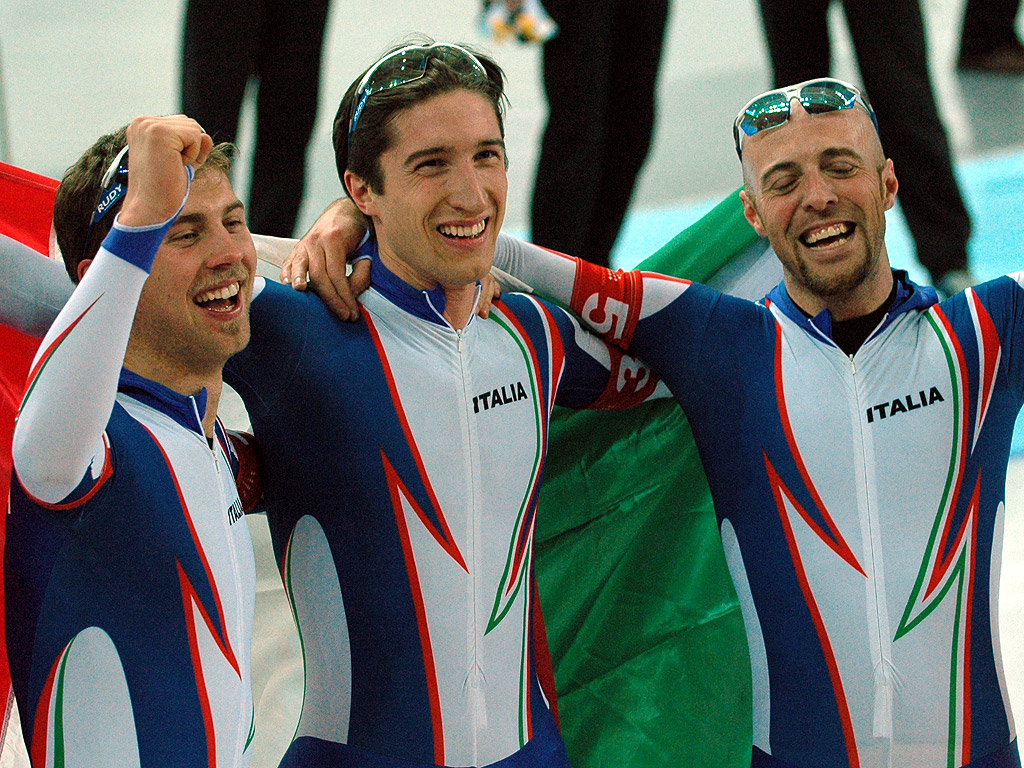
Matteo Anesi, Enrico Fabris en Ippolito Sanfratello vieren hun gouden greep op de ploegenachtervolging

Schaatsen is een van de sporten die beoefend werden tijdens de Olympische Winterspelen 2006 in Turijn, Italië. Het schaatsevenement werd in de Oval Lingotto gehouden.

## Programma
| Datum       | Onderdeel                                        |
| ----------- | ------------------------------------------------ |
| 11 februari | 5000 meter mannen                                |
| 12 februari | 3000 meter vrouwen                               |
| 13 februari | 2 x 500 meter mannen                             |
| 14 februari | 2 x 500 meter vrouwen                            |
| 15 februari | Ploegenachtervolging kwalificatie en 1/4 finales |
| 16 februari | Ploegenachtervolging finales                     |
| 18 februari | 1000 meter mannen                                |
| 19 februari | 1000 meter vrouwen                               |
| 21 februari | 1500 meter mannen                                |
| 22 februari | 1500 meter vrouwen                               |
| 24 februari | 10.000 meter mannen                              |
| 25 februari | 5000 meter vrouwen                               |

De ploegenachtervolging gaat bij de vrouwen over 6 rondes en bij de mannen over 8 ronden.

## Medailles
Klik in de kolom "onderdeel" om het volledige verslag van een discipline te tonen

### Mannen
| Onderdeel            | Goud                                                                       | Goud     | Zilver                                                                          | Zilver   | Brons                                                                             | Brons              |
| -------------------- | -------------------------------------------------------------------------- | -------- | ------------------------------------------------------------------------------- | -------- | --------------------------------------------------------------------------------- | ------------------ |
| 500 m                | Joey Cheek Verenigde Staten                                                | 69,76    | Dmitri Dorofejev Rusland                                                        | 70,41    | Lee Kang-seok Zuid-Korea                                                          | 70,43              |
| 1000 m               | Shani Davis Verenigde Staten                                               | 1.08,89  | Joey Cheek Verenigde Staten                                                     | 1.09,16  | Erben Wennemars Nederland                                                         | 1.09,32            |
| 1500 m               | Enrico Fabris Italië                                                       | 1.45,97  | Shani Davis Verenigde Staten                                                    | 1.46,13  | Chad Hedrick Verenigde Staten                                                     | 1.46,22            |
| 5000 m               | Chad Hedrick Verenigde Staten                                              | 6.14,68  | Sven Kramer Nederland                                                           | 6.16,40  | Enrico Fabris Italië                                                              | 6.18,25            |
| 10.000 m             | Bob de Jong Nederland                                                      | 13.01,57 | Chad Hedrick Verenigde Staten                                                   | 13.05,40 | Carl Verheijen Nederland                                                          | 13.08,80           |
| Ploegenachtervolging | Italië Matteo Anesi Enrico Fabris Ippolito Sanfratello Stefano Donagrandi¹ | 3.44,46  | Canada Arne Dankers Steven Elm Justin Warsylewicz Denny Morrison¹ Jason Parker¹ | 3.47,28  | Nederland Sven Kramer Mark Tuitert Carl Verheijen Rintje Ritsma¹ Erben Wennemars¹ | 3.44,53 (B-finale) |

¹ Schaatser reed niet in de finaleronde van de ploegenachtervolging, maar ontving een medaille omdat hij in een eerdere ronde onderdeel was van de ploeg.

### Vrouwen
| Onderdeel            | Goud                                                                                             | Goud    | Zilver                                                                               | Zilver  | Brons | Brons                |
| -------------------- | ------------------------------------------------------------------------------------------------ | ------- | ------------------------------------------------------------------------------------ | ------- | --- | -------------------- |
| 500 m                | Svetlana Zjoerova Rusland                                                                        | 76,57   | Wang Manli China                                                                     | 76,78   | Ren Hui China                                                                                            | 76,87                |
| 1000 m               | Marianne Timmer Nederland                                                                        | 1.16,05 | Cindy Klassen Canada                                                                 | 1.16,09 | Anni Friesinger Duitsland                                                                                | 1.16,11              |
| 1500 m               | Cindy Klassen Canada                                                                             | 1.55,27 | Kristina Groves Canada                                                               | 1.56,74 | Ireen Wüst Nederland                                                                                     | 1.56,90              |
| 3000 m               | Ireen Wüst Nederland                                                                             | 4.02,43 | Renate Groenewold Nederland                                                          | 4.03,48 | Cindy Klassen Canada                                                                                     | 4.04,37              |
| 5000 m               | Clara Hughes Canada                                                                              | 6.59,07 | Claudia Pechstein Duitsland                                                          | 7.00,08 | Cindy Klassen Canada                                                                                     | 7.00,57              |
| Ploegenachtervolging | Duitsland Daniela Anschütz-Thoms Anni Friesinger Claudia Pechstein Lucille Opitz² Sabine Völker² | 3.01,25 | Canada Kristina Groves Clara Hughes Christine Nesbitt Cindy Klassen² Shannon Rempel² | 3.02,91 | Rusland Yekaterina Abramova Yekaterina Lobysheva Svetlana Vysokova Varvara Barysheva² Galina Likhachova² | Ingehaald (B-finale) |

² Schaatsster reed niet in de finaleronde van de ploegenachtervolging, maar ontving een medaille omdat zij in een eerdere ronde onderdeel was van de ploeg.

### Medailleklassement
| Plaats | Land             | NOC    | Goud | Zilver | Brons | Totaal |
| ------ | ---------------- | ------ | ---- | ------ | ----- | ------ |
| 1      | Verenigde Staten | USA    | 3    | 3      | 1     | 7      |
| 2      | Nederland        | NED    | 3    | 2      | 4     | 9      |
| 3      | Canada           | CAN    | 2    | 4      | 2     | 8      |
| 4      | Italië           | ITA    | 2    | 0      | 1     | 3      |
| 5      | Duitsland        | GER    | 1    | 1      | 1     | 3      |
| 5      | Rusland          | RUS    | 1    | 1      | 1     | 3      |
| 7      | China            | CHN    | 0    | 1      | 1     | 2      |
| 8      | Zuid-Korea       | KOR    | 0    | 0      | 1     | 1      |
| Totaal | Totaal           | Totaal | 12   | 12     | 12    | 36     |

Chamonix 1924 · 
St. Moritz 1928 · 
Lake Placid 1932 · 
Garmisch-Partenkirchen 1936 · 
St. Moritz 1948 · 
Oslo 1952 · 
Cortina d'Ampezzo 1956 · 
Squaw Valley 1960 · 
Innsbruck 1964 · 
Grenoble 1968 · 
Sapporo 1972 · 
Innsbruck 1976 · 
Lake Placid 1980 · 
Sarajevo 1984 · 
Calgary 1988 · 
Albertville 1992 · 
Lillehammer 1994 · 
Nagano 1998 · 
Salt Lake City 2002 · 
Turijn 2006 · 
Vancouver 2010 · 
Sotsji 2014 · 
Pyeongchang 2018 · 
Peking 2022
Lijst van olympische medaillewinnaars
Alpineskiën · Biatlon · Bobsleeën · Curling · Freestyleskiën · Kunstrijden · Langlaufen · Noordse combinatie · Rodelen · Schaatsen · Schansspringen · Shorttrack · Skeleton · Snowboarden · IJshockey